# Troxérutine
La troxérutine est un composé organique de la famille des flavonols, un type de flavonoïdes. C'est plus exactement un dérivé triéthoxylé d'un hétéroside de flavonol, le rutoside (quercétol 3-O-rutinoside). Elle peut être extraite à partir du sophora du Japon (Styphnolobium japonicum).
Elle est utilisée en tant que vasoprotecteur.
Il a été démontré que, chez la souris, la troxérutine pouvait inverser la résistance à l'insuline du système nerveux central et réduire la présence de dérivés réactifs de l'oxygène induite par une alimentation riche en cholestérol.